# Lița
Liţa é uma comuna romena localizada no distrito de Teleorman, na região de Muntênia. A comuna possui uma área de 46.50 km² e sua população era de 2990 habitantes segundo o censo de 2007.